# Tsukasa Aoi
Tsukasa Aoi (葵 つかさ, Tsukasa Aoi), née le 14 août 1990 à Osaka, est une idole et une actrice pornographique japonaise. Elle a joué dans plus de 700 films pour adultes depuis le début de sa carrière en 2010. Elle a fait partie du groupe Ebisu Muscats de 2015 à 2018.